# معبد پانچا راتنا گویندا

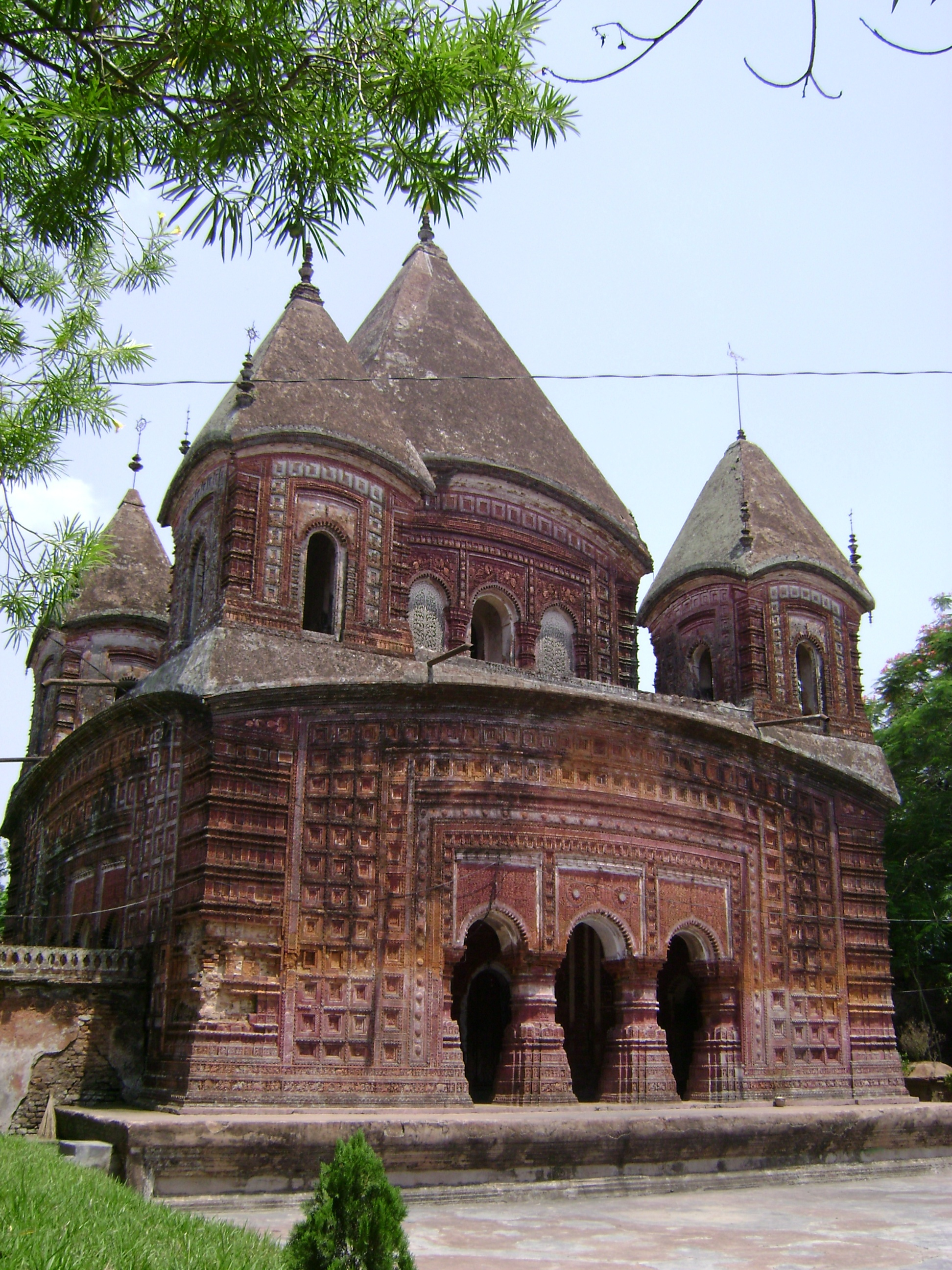
معبد پانچا راتنا گویندا

معبد پانچا راتنا گویندا (انگلیسی: Pancha Ratna Govinda Temple) در روستای پوتهیا، ناحیه راج‌شاهی در بنگلادش. یک بنای یادبود است که در قرن ۱۹ ساخته شده‌است. این سبک دارای ویژگی معماری پنج مناره یا مناره‌های مخروطی است. این شهر در محوطه داخلی کاخ پوتهیا قرار دارد.

## موقعیت
این معبد در شهر پوتهیا قرار دارد که ۳۲ کیلومتر (۲۰ مایل) از طریق جاده با شهر راج‌شاهی فاصله دارد. این شهر یک ایستگاه راه‌آهن دارد و در بزرگراه داکا - راج‌شاهی قرار دارد.

## تاریخچه
این معبد که در محوطه داخلی راجباری قرار دارد، در سمت چپ گواندباری یا ماندیرانگان از کاخ پانچ آنی قرار دارد که بین سال‌های ۱۸۲۳ تا ۱۸۹۵ ساخته شده‌است. این شهر توسط یکی از ماهارانی (ملکه‌های) خانواده سلطنتی پوتهیا ساخته شد.

## نگارخانه

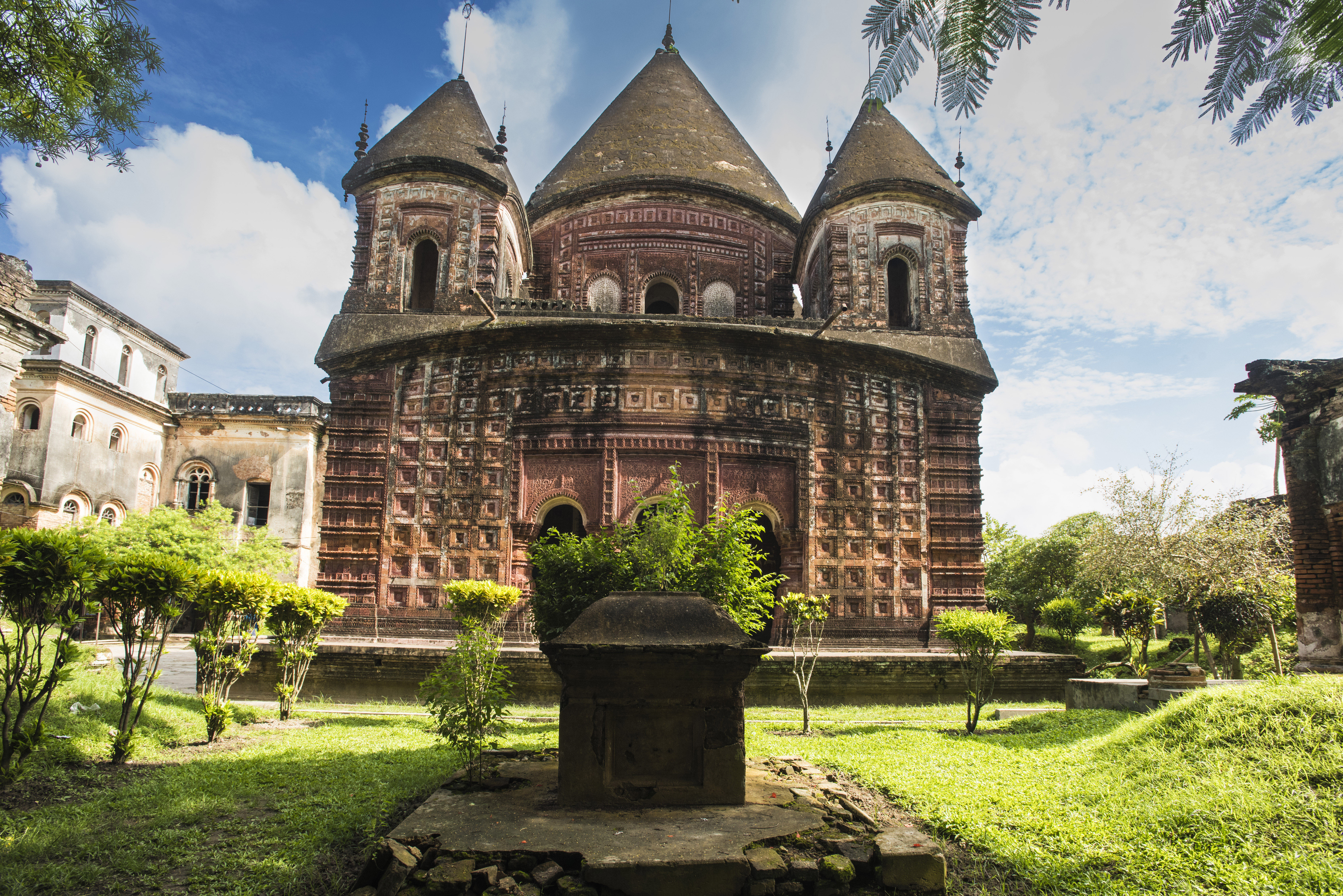
معبد پانچا راتنا گویندا
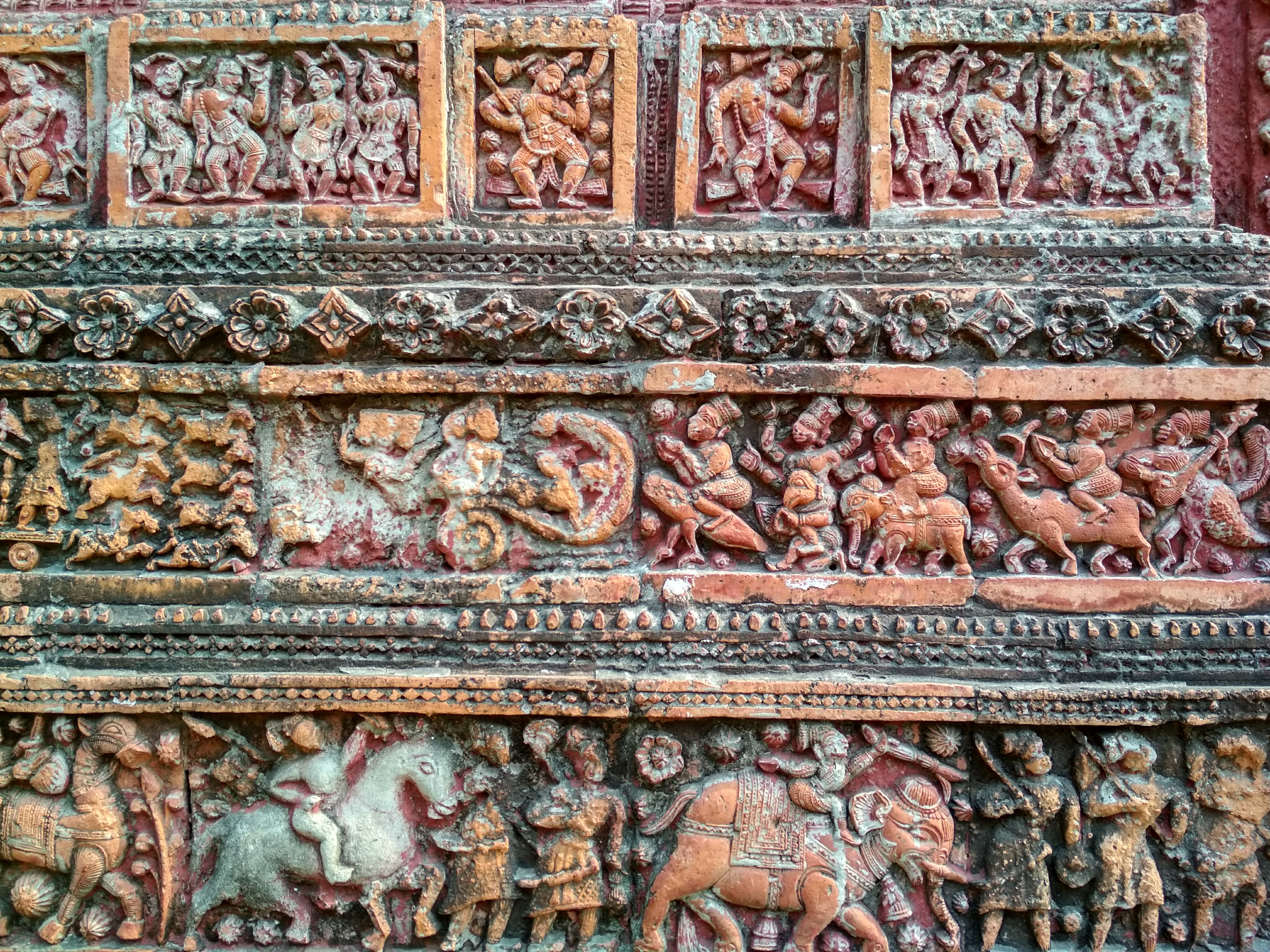
تراسهای معبد
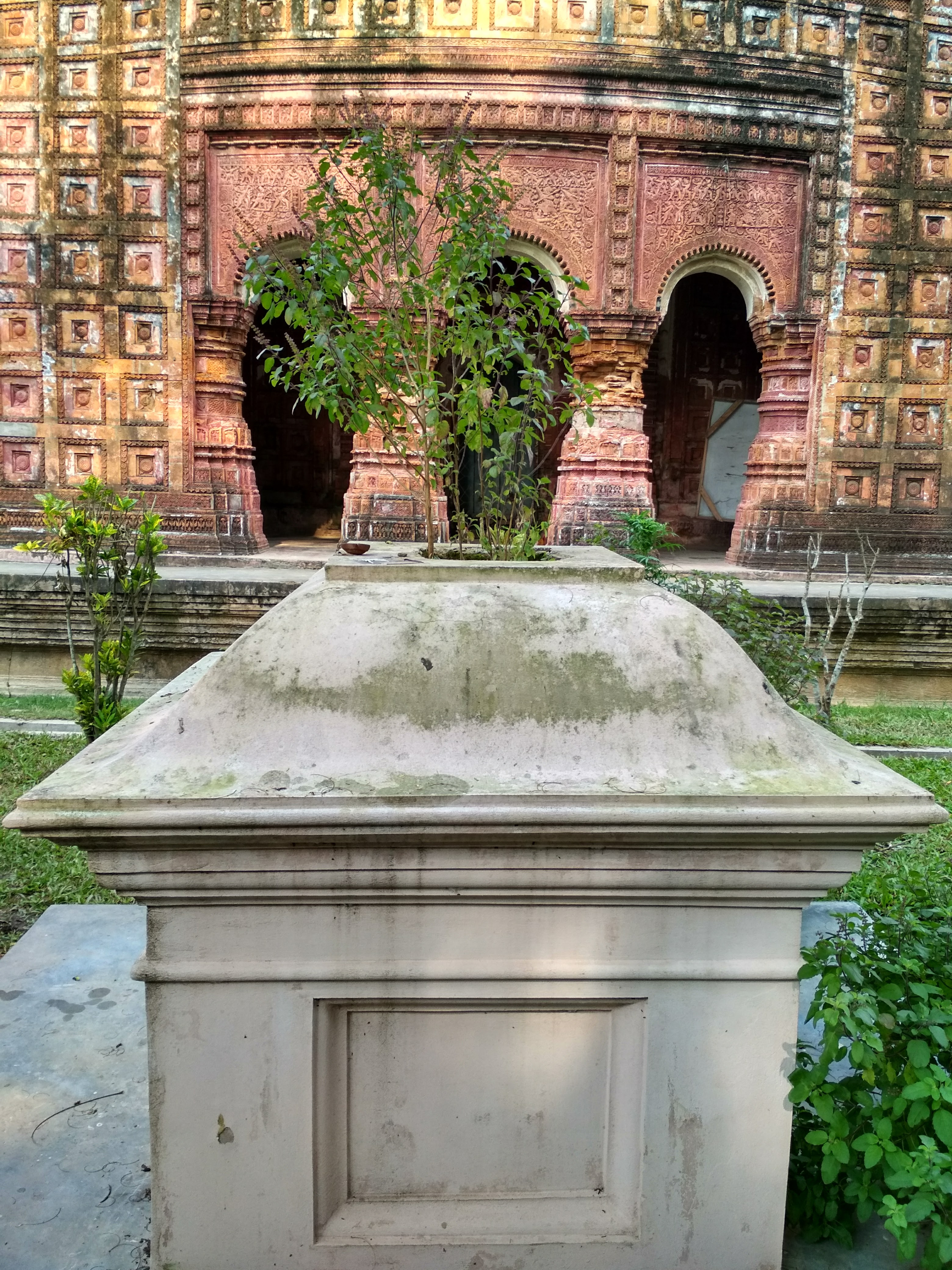
درخت نعنا در حیاط